# Anund Stut
Anund Martinsson Stut (i källor nämnd som Anund Stwt och Anundi Stwth), var en svensk frälseman och häradshövding i Våla härad. Förutom hans ämbete som häradshövding är det enda lite ovanliga med honom, att han kanske är den ende nämnd i svenska medeltida dokument som använt binamnet Stut. Han förde en kluven vapensköld med ett halvt oxhuvud, och en halv lilja.

## Biografi
I Svenskt Diplomatariums huvudkartotek över medeltidsbreven är han i dokument nämnd levande 1366-1370, och tros vara förmodligen identisk med den häradshövding Anund Martinsson som omnämns i brev 1366, när han enligt rättshistorikern professor Jan Eric Almquist, troligen fortfarande var underhäradshövding.  Trettio år senare, 1396, nämns denne man tre gånger med binamnet Stut, äldre svenska för en ung kastrerad hane av nötkreatur (kallas idag oxe), men enligt historikern Kaj Janzon så gifte sig Anund Stut detta år med  gift med Elin Björnsdotter,  så kanske hade ordet stut inte samma definition under medeltiden, eller i Finland, där man funnit över 20 personer med namnet Stut under medeltiden och 1500-talet, och där den mest kända var Gregorius Stut.
Den 11 november 1396 i Våla, beseglar Anund Stut ett köpekontrakt av jord, och han har då avancerat till häradshövding i Våla härad. Våla härad var en del av det medeltida uppländska folklandet Tiundaland, och dess namn kan härledas till år 1296 då det omnämndes i ett brev från ärkebiskopen Nils Allesson till domprosten Andreas And i Uppsala såsom Våla, eller på latin Valir. Från 1300-talets början är även Aspnäs gårdskyrka och säteriet Aspnäs belägna vid sjön Tämnarens strand. Från gården kom makten över en stor del av norra Uppland och hela Gästrikland att utgå under början av 1300-talet, då dess ägare hette Mats Kettilmundsson som under en tid var Sveriges rikshövitsman och en av de mäktigaste i landet vid den tiden. 

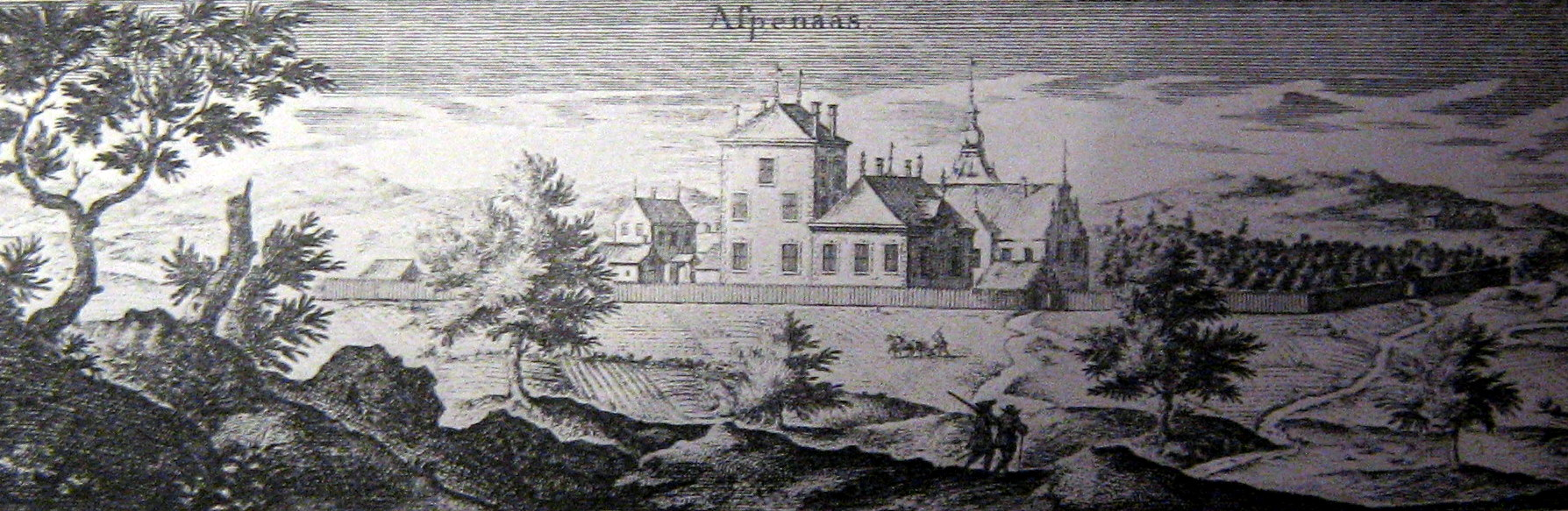
Aspnäs gård i Våla härad. Suecia Antiqua et Hodierna, tryckta 1695–1702

Aspnäs var troligen Mats Kettilmundsson sätesgård, vilket den också blev för den medeltida frälseätt, som senare fått sitt namn efter gården, Sparre av Aspnäs.
Åtminstone 1345 var den sätesgård för Gisle Elinesson (Sparre av Aspnäs) och därefter för hans son Magnus Gislesson (Sparre av Aspnäs) 1357-1370. Magnus Gislesson och Anund Stut var alltså närmaste grannar, och relativt jämnåriga. Möjligen var de också släkt med varandra, eftersom de var gäster på varandras bröllop, som när Ingjald Törnesson och Apollonia Jönsdotter (hjorthorn) bjöd till bröllop mitt i januarivintern 1370. Det var kallt, mycket kallare än idag, eftersom den Lilla istiden åtminstone sedan 20 år hållit ett frysgrepp om  Nordeuropa, och föregående år 1329, upphörde Nordbornas regelbundna seglatser till Grönland på grund av Fimbulvintern. Gamle kungen, Håkan Magnusson, som flytt till Norge efter Slaget vid Gataskogen, var nu bara kung av Norge, men han höll västra Sverige och hade nyligen slutit fred med Hansaförbundet. Och det ryktades att hans hustru, Drottning Margareta var höggravid, så snart kanske en prins från gamla ätten kunde ärva Nordens alla tre riken. Men den nye kung Albrekt av Mecklenburg satt nu säkert på Sveriges tron, stödd av jordmagnaten Bo Jonsson (Grip) som nyss blivit Albrekts närmsta och högsta högste ämbetsman i form av drots. 

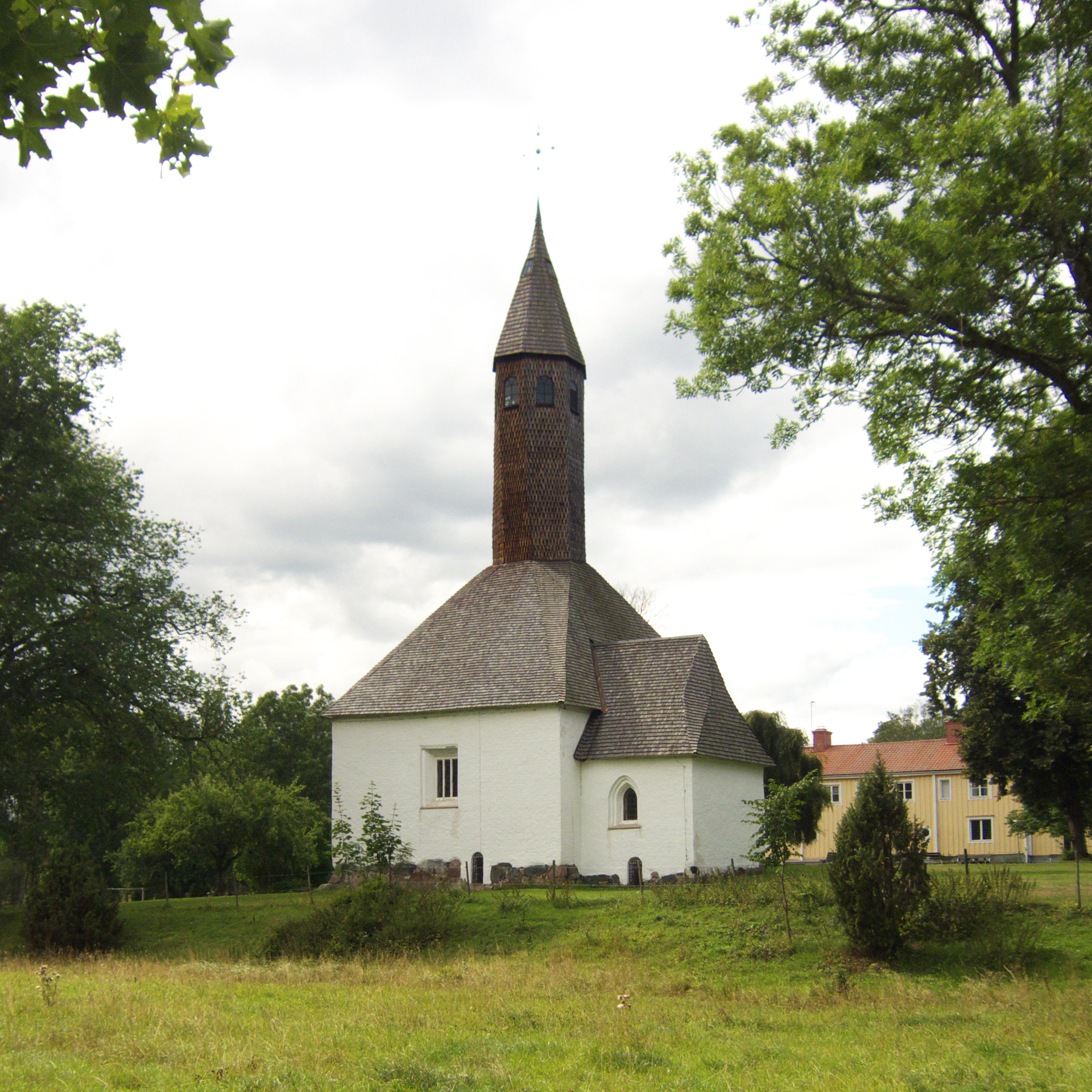
Aspnäs gårdskyrka

Så såg läget ut, när man tog sig med släde efter hästarna för att fira bröllop med häradshövdingen Ingjald Törnesson (Hjorthorn) som skulle gifta sig med änkan efter bergsmannen Ingemar Guttormsson (1375-1450), Appollonia Jönsdotter (Hjorthornskrona). Själv var hon dotter till före detta fogde i Dalarna och på Västeråshus, nuvarande ståthållaren på Stegeborg, Jösse Finnsson (Hjorthornskrona) (1355-1427) och Ingegärd Olofsdotter Stockros (1355-1418). Troligt är att bröllopet hölls i närbelägna Aspnäs gårdskyrka. Kyrkan ligger vid Aspnäs gård på en udde vid norra delen av sjön Tämnaren i norra Uppland. Och efter bröllopet kom viktiga ekonomiska spörsmål på bordet i form av morgongåva.
Den 10 januari 1370 samlades i Aspnäs ett antal fastar för att med sina vapensigill besegla ett brev rörande morgongåvan från Ingjald Törnesson till sin hustru Apollonia. Vid brevet kan man se Anund Stuts sigill och vapen, liksom de övriga fastarnas när: 
| ”           | Ingjald Törnesson ger 40 lödiga mark i morgongåva till sin hustru Apollonia Jönsdotter (hjorthorn). Om de tillsammans får barn skall det vara barnens mödernearv. Om inte, skall morgongåvan tillfalla den av makarna som lever längst. Utfärdaren beseglar tillsammans med fastarna herrarna Magnus Gislesson och Peter Porse, riddare, herrarna Karl i Vendel, Könike i (Öster-)Våla och Nils i Tierp, kyrkoherdar, samt Tideke Petersson, Tomas Lillegarp, Lars Ingebjörnsson, Magnus Trottesson, Anund Stut, Matts Humble och Nils Karlsson. | „ |
| – sdhk_9609 | |   |

Den 15 november 1396 nämns Anund (sannolikt som död), hans omgifta änka Ælin, och hennes nye make Peter Bosson, när i enlighet med hennes testamente, hennes morgongåva från första maken, gården Myrby i Skuttunge socken, skänks till Uppsala domkyrka : 
| ”           | Riddarna Sten Bengtsson och Karl Ulfsson av Tofta tilldömer vid räfsteting i Uppsala med allmogen av Bälinge härad Uppsala domkyrka det henne fråntagna godset ”Myraby” i Skuttunge socken, vilket Peter Bossons hustru ”Ælin” fått i morgongåva av sin förre man Anund Stut och testamenterat till domkyrkan. | „ |
| – sdhk_1465 | |   |

## Vapensköldar
Några av vapensköldarna som nämns när fastarna beseglar morgongåvan till Appollonia Jönsdotter (Hjorthornskrona).

Magnus Gislesson, sparre av guld på rött fält
Peter Porse På gult fält tre röda sjöblad, 2 över 1
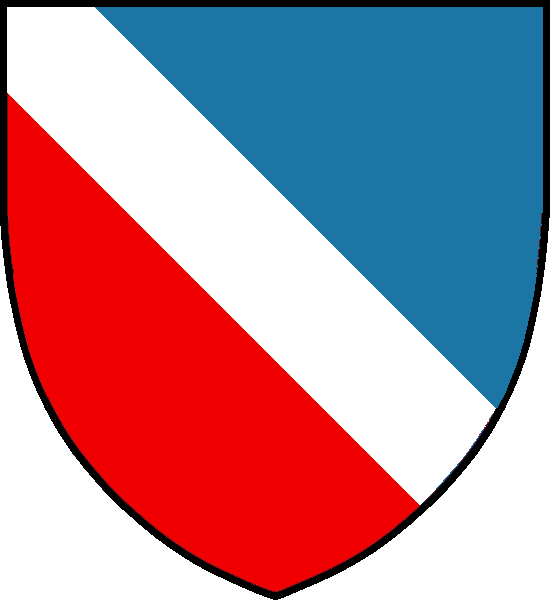
Magnus Trottesson två gånger styckad sköld i blått, silver och rött
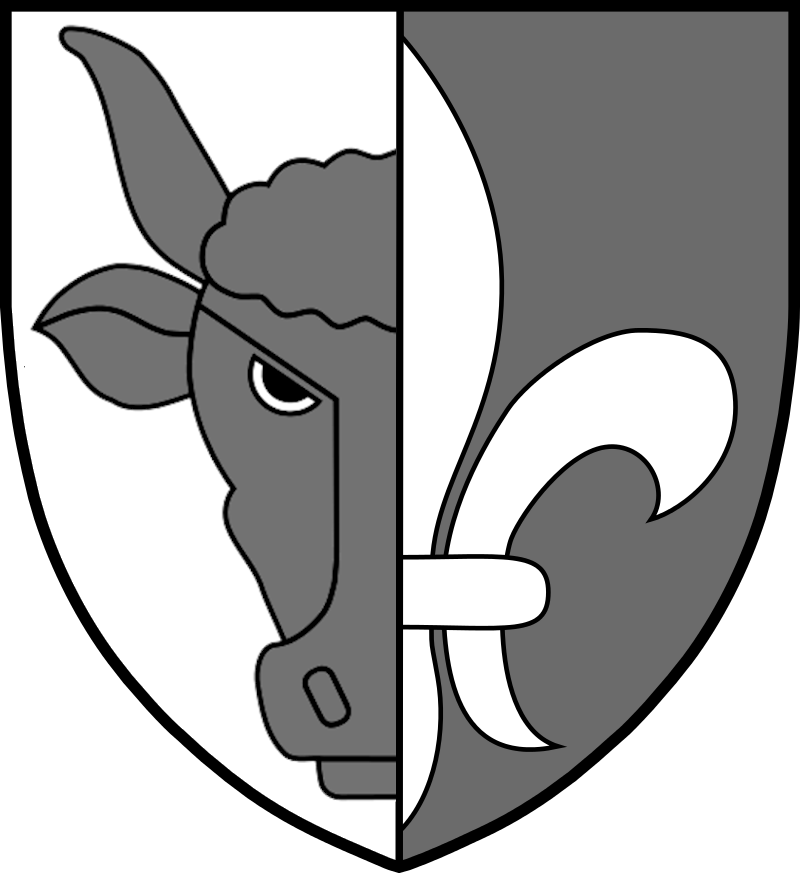
Anund Stut , kluven sköld, höger halvt oxhuvud, vänster halv lilja